# Estación Daireaux
La Estación Daireaux es una estación ferroviaria, ubicada en la localidad de Daireaux, partido homónimo, Provincia de Buenos Aires, Argentina.
Pertenece al Ferrocarril General Roca de la Red ferroviaria argentina, en el ramal que une la estación Empalme Lobos y Carhué.

## Servicios
No prestaba servicios de pasajeros desde la década de 1990. Sus vías están concesionadas a la empresa de cargas Ferroexpreso Pampeano, sin embargo, estas se encuentran abandonadas y sin uso. Sin embargo, años después se reactivó el servicio (esta vez entre esta estación, Empalme Lobos y Bolívar) y la estación volvió a operar.
Desde el 12 de diciembre de 2012 no opera servicios de pasajeros, esto debido al mal estado de las vías del ramal, lo cual hacía difícil que se cumpliera el servicio. Estos eran prestados por la empresa provincial Ferrobaires.